# Symphonie no 14 de Chostakovitch
Pour les articles homonymes, voir Symphonie no 14.
La Symphonie no 14 en sol mineur op. 135 est l'avant-dernière des quinze symphonies du compositeur russe Dmitri Chostakovitch. Écrite sept ans après la Treizième Symphonie, elle est contemporaine de sa Sonate pour violon et piano, de ses Douzième et Treizième Quatuors à cordes, mais aussi de sa Quinzième Symphonie. Ode passionnée à la vie et la mort inspirée par les Chants pour les enfants morts de Gustav Mahler et par les Chants et danses de la mort, cycle de mélodies de Modeste Moussorgski que Chostakovitch a orchestré en 1962, la Quatorzième Symphonie fut composée au printemps 1969 par un Chostakovitch obsédé par la mort. Écrite pour soprano, basse et ensemble de cordes avec percussion, elle consiste en onze poèmes de quatre auteurs différents - Garcia Lorca, Apollinaire, Küchelbecker et Rilke, chacun formant l'un des onze mouvements de l'œuvre. La plupart d'entre eux abordent le thème de la mort, particulièrement lorsqu'elle est injuste ou prématurée. Ces poèmes ont été traduits en russe, mais il existe également une version de la symphonie dans laquelle ils sont dans leur langue originale.
Dédiée à Benjamin Britten, la Quatorzième Symphonie a été créée à Léningrad le 29 septembre 1969 par l'Orchestre de chambre de Moscou sous la direction de Rudolf Barshaï, avec la soprano Galina Vishnevskaya et la basse Mark Réchétine. Son exécution demande un peu moins d'une heure.

## Orchestration
| Orchestration de la Symphonie n° 14                                                                      |
| Cordes                                                                                                   |
| 10 violons, 4 altos, 3 violoncelles et 2 contrebasses                                                    |
| Percussions                                                                                              |
| Wood-block, castagnettes, fouet, 3 toms (soprano, alto, ténor), xylophone, cloche, vibraphone et célesta |
| Solistes                                                                                                 |
| Soprano, basse                                                                                           |

## Historique

### Composition

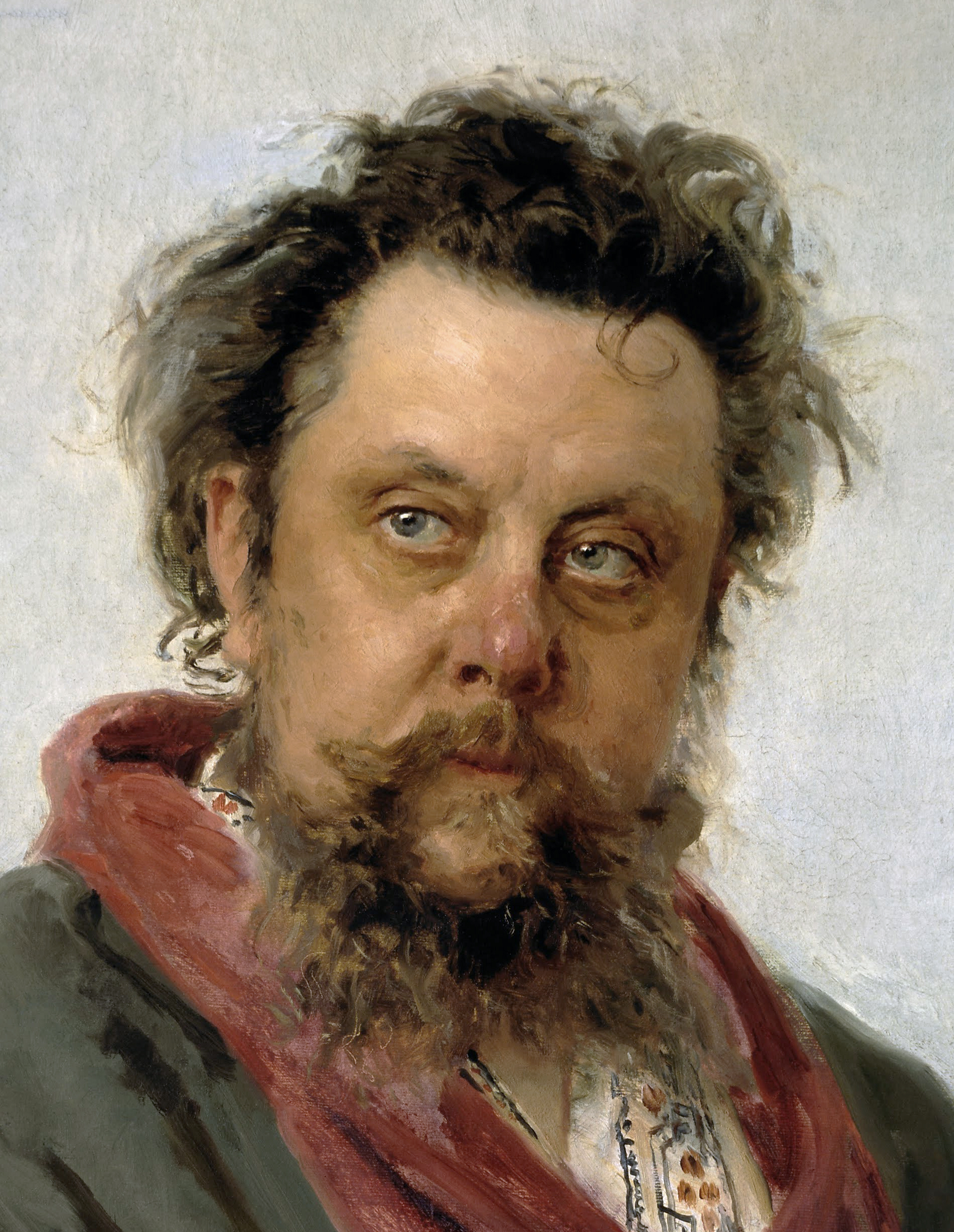
Moussorgski peint par Ilia Répine quelques jours avant sa mort.

Chostakovitch passa janvier et février 1969 à l'hôpital. Personne ne pouvait venir le voir — y compris sa femme — par mesure de quarantaine. Pour passer le temps, elle lui apporta à lire : des poèmes de Baudelaire, Apollinaire, Rilke, et Kioukhla de Tynianov, roman sur le poète décembriste Küchelbecker.
Sept années plus tôt, Chostakovitch avait orchestré les Chants et danses de la mort de Moussorgski. Comme Moussorgski, Chostakovitch parle dans sa Quatorzième Symphonie de la mort sous ses différentes facettes. Le cycle de Moussorgski ne contient que quatre chants - trop peu pour rendre justice à la notion de Moussorgski, selon Chostakovitch ; c'est pour cela qu'il utilisa non pas quatre mais onze poèmes, de Federico Garcia Lorca, Guillaume Apollinaire, Wilhelm Küchelbecker et Rainer Maria Rilke.
Chostakovitch ne sut pas tout de suite si la Quatorzième serait une symphonie ou un cycle de chants. Il ne s'agirait pas d'un oratorio car il n'y a pas de chœur, ni d'une symphonie chorale pour la même raison. Finalement, Chostakovitch choisit le genre de la symphonie et ce, afin de montrer l'unité de l'œuvre (dix poèmes parlent de la mort).

Chostakovitch attachait une grande importance à cette œuvre, comme en témoigne une lettre à Issak Glikman : « La Quatorzième Symphonie me semble le sommet de mon travail. Tout ce que j'ai écrit ces dernières années n'était qu'une préparation à cette composition ». Il ajouta qu'avec la symphonie, il avait pour but de contredire les fréquentes représentations positives de la mort en musique : 

« J'estime qu'il faut regarder la vérité droit dans les yeux. C'est un courage qui manque parfois aux compositeurs, même aux plus grands comme Tchaïkovski ou Verdi. Rappelons-nous La Dame de pique […]. Verdi […] dans Otello. Richard Strauss a intitulé un de ses poèmes Mort et Transfiguration. Même Moussorgski, homme franc et courageux s'il en fut, eut peur de voir la mort en face. C'est le même tableau dans Boris Godounov, après la mort de Boris : du mode majeur à n'en plus pouvoir. »

Dans le cycle de Moussorgski, Chostakovitch trouva un modèle qui parlait franchement contre la mort. Seulement, il le trouvait trop bref ; dans sa symphonie, il voulut prolonger le travail qu'avait commencé Moussorgski.
L'intention de Chostakovitch était de souligner que la fin de la vie est irrémédiablement négative. La musique de Chostakovitch est sobre par nature ; il étend ces réflexions sur la mort et la souffrance dans ses derniers quatuors. L'orchestration est très simple — comme celle des Chants et Danses de la mort — mais très originale. L'écriture pour les voix montre de petits intervalles, avec beaucoup d'éléments tonals et une attention particulière à une déclamation naturelle. Cette technique descend de Moussorgski.
L'œuvre achevée, Chostakovitch décida de la dédier au compositeur Benjamin Britten qu'il considérait comme le plus grand compositeur vivant, et qui lui-même avait dédié à Chostakovitch Le Fils prodigue l'année précédente. Si l'on se penche sur le nombre d’œuvres auxquelles Chostakovitch apporta une dédicace destinée à des évènements ou à des personnalités russes, par exemple la Deuxième Symphonie dédiée à Octobre ou encore la Douzième dédiée à la mémoire de Lénine, il est surprenant de voir un nom occidental pour la dédicace de la Quatorzième.

### Répétitions et création
Le chef d'orchestre - Rudolf Barshaï - était très exigeant et demanda beaucoup de répétitions pour la Quatorzième Symphonie. L'une d'entre elles se tint le 21 juin 1969 au Conservatoire de Moscou. Étudiants, mélomanes, musiciens, nombreux étaient les auditeurs à s'être pressés dans la petite salle du Conservatoire. Parmi eux, Pavel Apostolov, fidèle fonctionnaire du Parti qui avait persécuté Prokofiev et Chostakovitch sous l'ère Staline. La répétition allait commencer lorsque, contrairement à ses habitudes, Chostakovitch monta sur l'estrade s'adressa aux auditeurs : « Je voudrais rappeler ici les propos de Nikolaï Ostrovski, ce remarquable écrivain soviétique, qui déclara un jour que la vie ne nous est donnée qu'une fois et que nous devons donc la vivre honnêtement et correctement à tous égards, et ne jamais rien faire dont nous puissions avoir à rougir plus tard ». Un homme était sorti pendant la répétition. Et lorsqu'elle fut terminée, après qu'eurent résonné les derniers vers de Rilke, « La Mort est toute puissante... », on retrouva dans le couloir le corps sans vie de Pavel Apostolov. Ce décès devient rapidement un symbole ainsi que le sujet des conversations du Tout-Moscou.
La Quatorzième Symphonie a été créée à Léningrad le 29 septembre 1969 par l'Orchestre de chambre de Moscou sous la direction de Rudolf Barshaï, avec la soprano Galina Vishnevskaya et la basse Mark Réchétine (ru). Quatre chanteurs ont participé aux premières : les sopranos Galina Vichnevskaïa et Margarita Mirochnikova ainsi que les basses Mark Réchétine et Ievgeny Vladimirov.
La première britannique eut lieu sous la direction de son dédicataire Benjamin Britten en 1970, au festival d'Aldeburgh dans le Suffolk.

### Réception et critiques

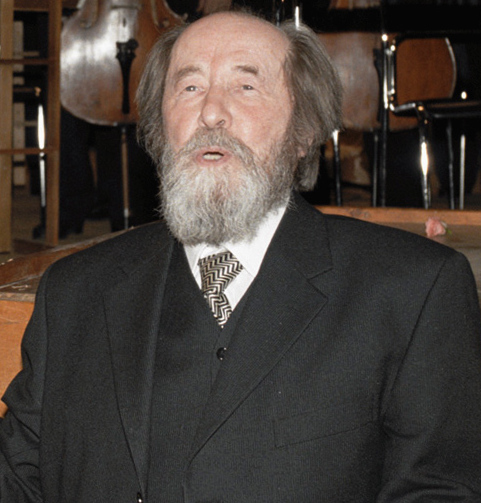
Alexandre Soljénitsyne en décembre 1998. Chostakovitch l'admirait et plaçait très haut son roman Une journée d'Ivan Denissovitch et sa nouvelle La Maison de Matriona, récit sur lequel il avait l'intention d'écrire un opéra.

La Quatorzième Symphonie remporta un vif succès auprès du public et n'attira pas les foudres des autorités. Pourtant, aucun artiste soviétique n'avait jusqu'alors abordé le thème de la mort ; de plus, tout le pays s'apprêtait à fêter le centenaire de la naissance de Lénine. Peut-être est-ce dû à un article de la Pravda, daté du 25 avril 1969, dans lequel Chostakovitch prétend que sa nouvelle symphonie est dédiée « à la lutte pour la libération de l'humanité » et dans lequel il déclare qu'il faut « toujours vivre honnêtement, dans le souvenir constant des idées progressistes qui permettent l'édification de notre société socialiste ». Mais si la Quatorzième Symphonie ne fit pas protester les milieux officiels, elle mit fin aux relations entre Chostakovitch et Alexandre Soljénitsyne, jusqu'alors cordiales.
Chostakovitch admirait Soljénitsyne et a suivi sa production littéraire dès la parution dans les années 1960 de Une journée d'Ivan Denissovitch, roman décrivant les conditions de vie dans un goulag. Mais, bien qu'appartenant à la même intelligentsia russe, leurs conceptions du monde étaient fondamentalement différentes : par exemple, Chostakovitch était athée alors que Soljénitsyne était croyant ; ce dernier reprochait au compositeur de voir la mort comme une force d'anéantissement, de destruction de toute existence. Aussi, le combat contre l'ennemi - le pouvoir en place - était-il plus important pour lui que toute considération sur la mort. En outre, il voyait de l'opportunisme pur et simple dans le refus de Chostakovitch de signer les déclarations des dissidents - dont Soljénitsyne faisait partie. Cette attitude peut sûrement s'expliquer par le fait que, si Soljénitsyne avait un moral d'acier, ce n'était plus le cas de Chostakovitch,. Enfin, Chostakovitch tenta de se réconcilier avec l'écrivain en lui proposant de le revoir, mais il déclina l'invitation. Toutefois, le compositeur garda son estime pour Soljénitsyne et, lorsqu'il publia L'Archipel du Goulag en 1973, Chostakovitch affirma que ce livre était « une véritable explosion atomique dans le domaine intellectuel et politique ».
L'absence de rédemption et de transcendance dans la symphonie a cependant soulevé des protestations non seulement en Union Soviétique, mais aussi à l'Ouest. Pendant que certains trouvaient que l'œuvre décrivait la mort avec une terrifiante clarté, d'autres la jugeaient trop pessimiste, surtout dans son ouverture De Profundis, presque nihiliste. Indépendamment de l'opinion, les exécutions de la Quatorzième Symphonie sont reconnues comme de profondes et puissantes expériences.

## Analyse de l'œuvre

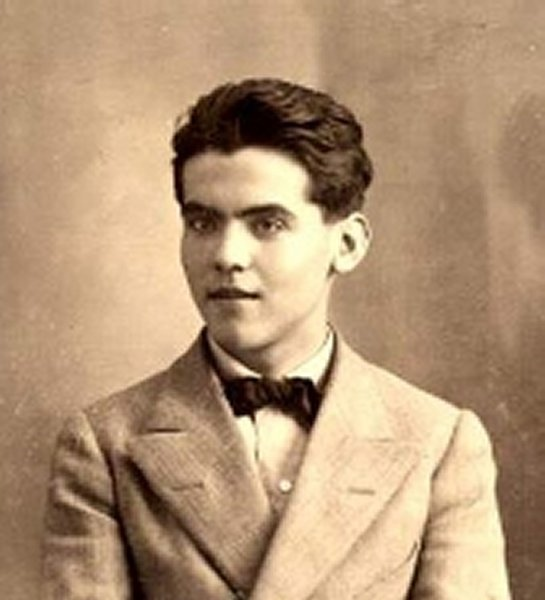
Federico García Lorca en 1914.

L'œuvre est écrite pour soprano, basse et ensemble de cordes avec percussion. Les deux voix chantent en alternance et n'engagent que très rarement des dialogues ; c'est seulement dans le court dernier mouvement qu'elles forment un duo.
Les deux premiers poèmes, De profundis et Malagueña, sont de Federico García Lorca. Les six suivants, Loreley, Le Suicidé, Les Attentives I, Les Attentives II, À la Santé et Réponse des cosaques zaporogues au sultan de Constantinople, qui représentent plus de la moitié des poèmes récités dans la symphonie, sont de Guillaume Apollinaire. O Delvig, Delvig! est l'unique poème de Wilhelm Küchelbecker utilisé ici et les deux derniers poèmes, La Mort du poète et la Conclusion sont eux de la plume de Rainer Maria Rilke.
Dans leur traduction russe, Les Attentives I, Les Attentives II et À la Santé ont été respectivement renommés Sur le Qui-Vive, Madame, regardez ! et À la prison de la Santé.
Il est naturel de se demander pourquoi Chostakovitch a désigné cette œuvre comme une symphonie et non comme un cycle de chants. Selon l'auteur, on peut diviser l'œuvre en quatre mouvements : I-IV, V-VI, VII-VIII, IX, XI. Il est également possible de diviser l'œuvre en fonction des sujets traités : les six premiers poèmes parlent des décès en rapport avec l'amour, les deux suivants (VII-VIII) des décès en rapport avec le pouvoir, les deux suivants (IX-X) de la mort de l'art et le dernier est une conclusion. Quoi qu'il en soit, les coupures entre certains mouvements permettent de diviser l'œuvre en cinq sections : I, II-IV, V-VII, VIII-IX, X-XI.
Dans sa Quatorzième Symphonie, Chostakovitch s'intéresse au dodécaphonisme à des fins essentiellement mélodiques. Par exemple, le thème du huitième mouvement utilise toutes les notes de la gamme chromatique, hormis le la, sans les répéter une seule fois ; le thème du cinquième mouvement est dodécaphonique également. Aussi associe-t-on souvent la tonalité de sol mineur à l'œuvre, car le De Profundis commence sur le thème du Dies iræ dans cette tonalité. Cependant, la notion de tonalité y est très confuse - si tant est qu'il y en ait une - et elle s'achève sur des accords dissonants.

### Adagio.De Profundis
Les violons font entendre les premières notes du Dies iræ, qui sont incluses ensuite dans une écriture dodécaphonique. Le chant de la basse est sobre, en restant le plus souvent dans le registre grave. Ce mouvement sert pour ainsi dire d'exergue à toute la symphonie.

### Allegretto.Malagueña
Le deuxième mouvement est une danse de la mort au rythme nerveux et saccadé. La soprano répète de façon obstinée la phrase « La mort entre et sort, et entre et sort, et entre et sort » ; les cordes et les cliquetis de castagnettes jouent des accords de « guitare », évoquant alors un groupe de musique espagnole qui accompagne une danse, la Malagueña.

### Allegro molto - Adagio.La Loreley

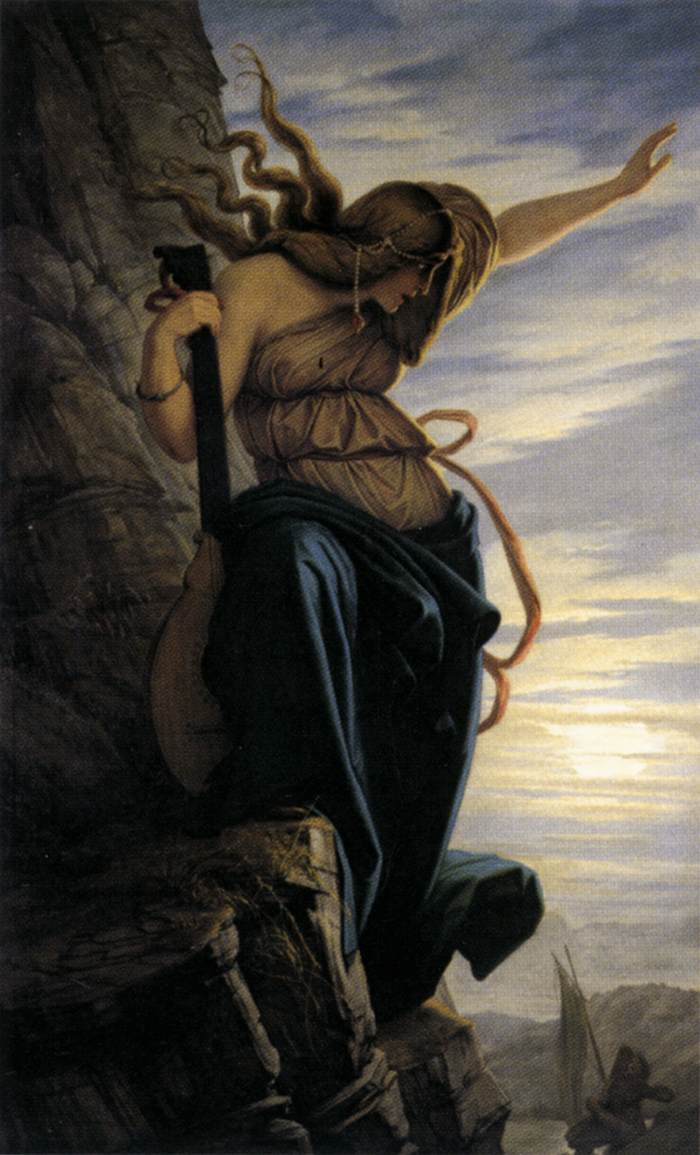
Die Lorelei, 1864, Eduard Jakob von Steinle.

Le troisième mouvement est une mise en musique de la légende de la Loreley, proche du mythe de Narcisse. Sa beauté et son chant envoûtaient les marins qui passaient près du rocher ; elle tomba dans le Rhin en voyant son reflet dans l'eau.
Dans ce mouvement est décrit le conflit entre le bien - la vie et l'amour de la Loreley - et le mal - la volonté du pouvoir représentée par l'évêque, les chevaliers noirs et les bourreaux. Soudain, la Loreley se précipite du haut de son rocher et échappe à ses ennemis grâce à la mort ; les cordes se dirigent vers la note la plus aiguë possible ; ce glissando s'achève sur un coup de cloche. La fuite de la Loreley est symbolisée par un fugato en canon, dont le thème dodécaphonique utilise quatre-vingt-neuf notes.
L'épisode se termine Adagio, la soprano chante une mélodie triste sur laquelle intervient le célesta. Un solo de violoncelle introduit le mouvement suivant :

« Pour avoir vu dans l'eau la belle Loreley 
 Ses yeux couleurs du Rhin ses cheveux de soleil »

### Adagio.Le Suicidé
Avec un timbre de musique de chambre très marqué, l'orchestre accompagne la soprano. Le violoncelle soliste est particulièrement important, et c'est pourquoi ce mouvement s'apparente à la Première Romance sur des poèmes de Blok. La forme du poème ressemble à celle du rondo en musique. L'atmosphère de cette complainte est « dominée par une affliction indicible, infinie, qui accompagne en pensée tous ceux qui ont été contraints de renoncer prématurément à la vie ».

### Allegretto.Les Attentives I
Ce scherzo macabre repose sur un thème dodécaphonique. Rythmé comme une marche, il est joué par un xylophone. En guise de réponse résonnent quatre tom-toms. Selon Krzysztof Meyer, Chostakovitch atteint ici un sommet dans la représentation du mal et du fatalisme.

### Adagio.Les Attentives II
Ce mouvement est la suite directe du précédent ; l'auteur lui-même considérait ces deux mouvements comme un seul. Le chant est remplacé par des rires, puis des sanglots, et le poème est court et concis :

« Mais Madame écoutez-moi donc 

Vous perdez quelque chose 

- C'est mon cœur pas grand-chose 

Ramassez-le donc 

Je l'ai donné je l'ai repris 

Il fut là-bas dans les tranchées 

Il est ici j'en ris j'en ris 

Des belles amours que la mort a fauchées »

### Adagio.À la Santé

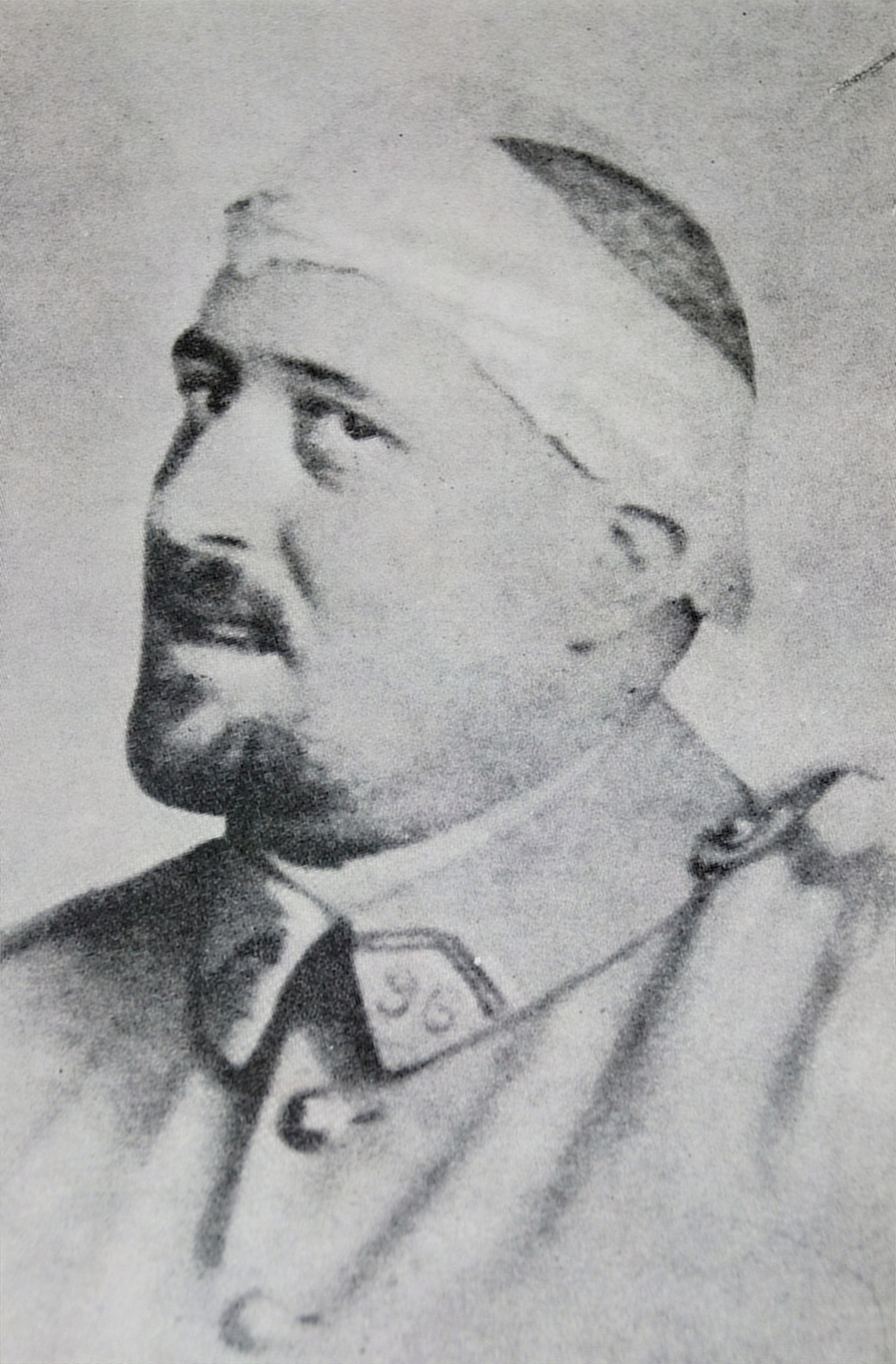
Guillaume Apollinaire, auteur de six des onze poèmes utilisés dans cette symphonie.

Apollinaire a écrit ce poème lors de son séjour à la Prison de la Santé, accusé de complicité parce qu'une de ses relations avait dérobé des statuettes au Louvre. Avec ce poème, Chostakovitch retransmet les souffrances de son ami Vsevolod Meyerhold dans sa cellule, torturé, puis fusillé en 1940 :

« Avant d'entrer dans ma cellule 
Il a fallu me mettre nu 
Et quelle voix sinistre ulule 
Guillaume qu'es-tu devenu »

En effet, le fait que le héros du poème ne soit autre que le poète est moins évident dans la traduction russe, celle qu'utilisa Chostakovitch, que dans la version originale. On peut seulement y soupçonner qu'il ne s'agit pas d'un criminel ordinaire, mais d'un « prisonnier pour raisons de conscience » : 

« Nous sommes seuls dans ma cellule 
Belle clarté Chère raison »

Ce mouvement est également le plus "symphonique" de la Quatorzième ; la partie médiane montre une fugue d'écriture dodécaphonique, jouée par les cordes à la fois pizzicato et col legno.

### Allegro.Réponse des cosaques zaporogues au sultan de Constantinople

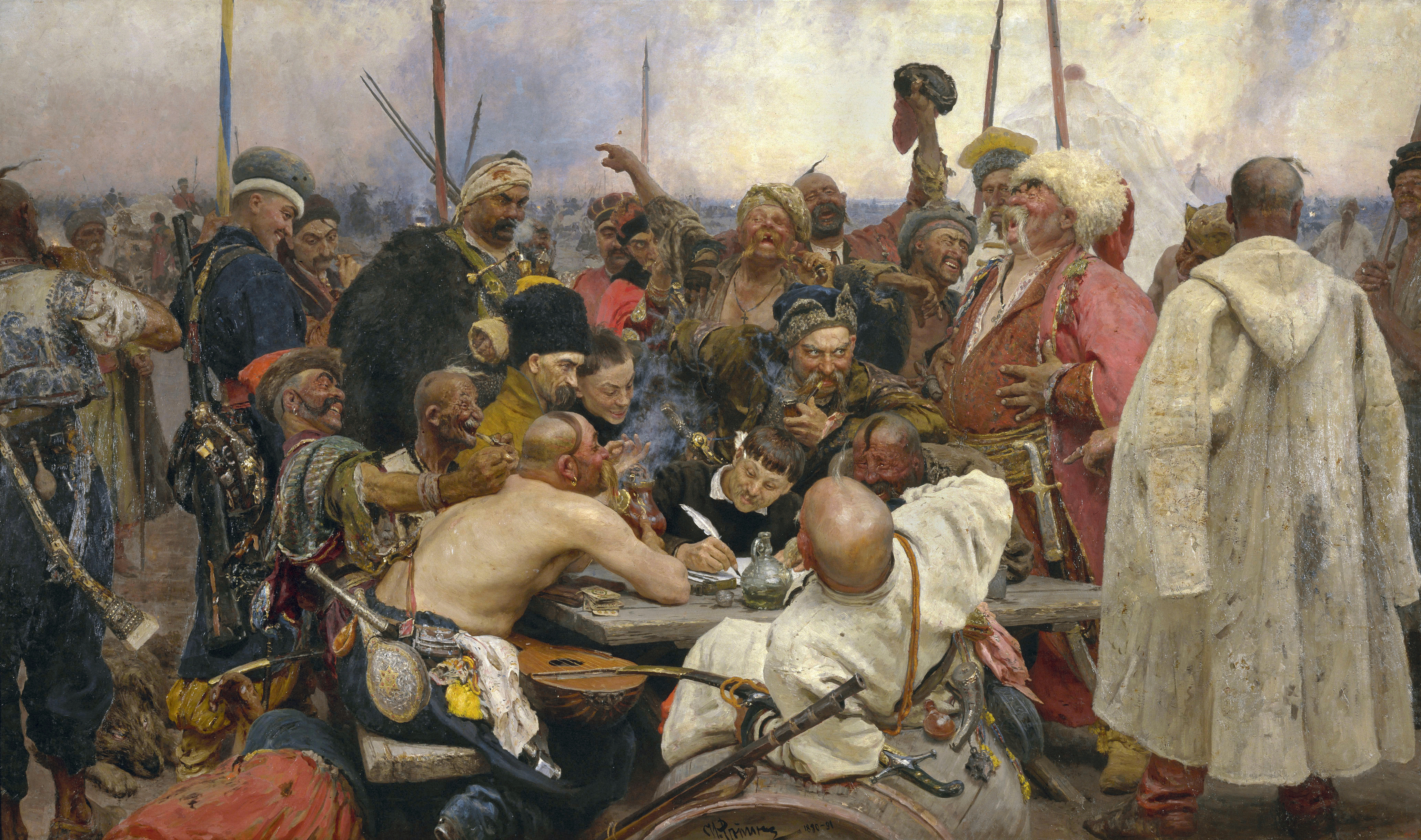
Les Cosaques zaporogues écrivant une lettre au sultan de Turquie, tableau du peintre russe Ilia Répine ayant inspiré Apollinaire pour son poème Réponse des cosaques zaporogues au sultan de Constantinople.

Ce mouvement sur les vers d'Apollinaire plein d'outrages et d'obscénités sont un dialogue in absentia entre l'auteur et Staline. Rappelant la musique du Scherzo de la Dixième Symphonie, Chostakovitch dresse ici un portrait grotesque de Staline : 

« Ta mère fit un pet foireux
Et tu naquis de sa colique. »

De manière plus générale, il s'agit d'une protestation contre les tyrans impitoyables envers leur peuple. Les cosaques zaporogues maudissent le sultan : « Plus criminel que Barrabas », « Cornu comme les mauvais anges », « Nourri d'immondice et de fange », « Poisson pourri de Salonique », « Long collier des sommeils affreux ». Les insultes se font de plus en plus recherchées ; la musique s'élève et est à son apogée sur les vers « Ta mère fit un pet foireux /Et tu naquis de sa colique. »

### Andante.O, Delvig, Delvig!
En ré bémol majeur, ce neuvième mouvement en poème de Wilhelm Küchelbecker pour Anton Delvig est le plus tonal de toute la symphonie ; il joue un rôle de catharsis.

### Largo.La Mort du poète
Dans La Mort du poète (en allemand Der Tod des Dichters), les violons dans l'extrême aigu reprennent le thème du Dies iræ déjà entendu dans le De Profundis initial, puis dialoguent avec la soprano.

### Moderato.Conclusion

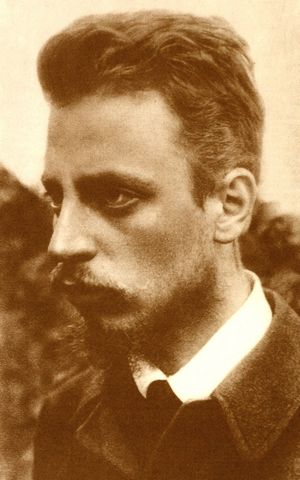
Rainer Maria Rilke lorsqu'il avait 25 ans.

La Conclusion (en allemand Schluß-Stück) utilise un poème de Rilke que Chostakovitch a abrégé et modifié. C'est le seul mouvement de l'œuvre où les deux chanteurs forment un duo :

« La Mort est toute-puissante 
Nous sommes les siens 
Même à l'heure du bonheur 
À l'acmé de la vie elle souffre en nous 
Elle nous attend avec impatience 
et pleure en notre sein. »

Ce mouvement de seulement vingt-quatre mesures commence par un pianissimo à peine perceptible et monte à la nuance fortissimo, dans laquelle se répète un accord dissonant de plus en plus vite. Et soudain, tout s'arrête, comme un arrêt du cœur...

## Discographie sélective
| Direction          | Orchestre                              | Solistes                                       | Année            | Label    | Note                                                |
| ------------------ | -------------------------------------- | ---------------------------------------------- | ---------------- | -------- | --------------------------------------------------- |
| Rudolf Barshaï     | Orchestre de chambre de Moscou         | Galina Vichnevskaïa, Mark Réchétine (ru)       | 1969             |          | Première le 6 octobre 1969 à Moscou                 |
| Kirill Kondrachine | Orchestre philharmonique de Moscou     | Ievgenia Tsolovalnik (ru), Ievgueni Nesterenko | 24 novembre 1974 | Melodiya |                                                     |
| Leonard Bernstein  | Orchestre philharmonique de New York   | Isser Bouchkine, Teresa Koubiak                | 8 octobre 1976   | Sony     |                                                     |
| Bernard Haitink    | Orchestre royal du Concertgebouw       | Julia Varady, Dietrich Fischer-Dieskau         | 1980             | Decca    | Les poèmes sont chantés dans leur langue originale. |
| Teodor Currentzis  | MusicAeterna                           | Julia Korpacheva et Piotr Migounov (ru)        | juillet 2009     | Alpha    |                                                     |
| Vasily Petrenko    | Royal Liverpool Philharmonic Orchestra | Gal James et Alexander Vinigradov              | 2013             | Naxos    |                                                     |